# Trentino Rosa 2019-2020
Questa voce raccoglie le informazioni riguardanti la Trentino Rosa nelle competizioni ufficiali della stagione 2019-2020.

## Organigramma societario
Area direttiva
- Presidente: Roberto Postal

Area tecnica
- Allenatore: Matteo Bertini
- Allenatore in seconda: Serena Avi

## Rosa
| N° | Nome                | Ruolo | Data di nascita  | Nazionalità sportiva |
| -- | ------------------- | ----- | ---------------- | -------------------- |
| 1  | Vittoria Piani      | O     | 12 febbraio 1998 | Italia               |
| 2  | Francesca Cosi      | C     | 27 marzo 2000    | Italia               |
| 4  | Barbora Koseková    | P     | 22 novembre 1994 | Slovacchia           |
| 5  | Ilenia Moro         | L     | 5 febbraio 1999  | Italia               |
| 6  | Silvia Fondriest    | C     | 29 dicembre 1988 | Italia               |
| 7  | Sofia D'Odorico     | S     | 6 gennaio 1997   | Italia               |
| 9  | Valentina Barbolini | S     | 17 maggio 1993   | Italia               |
| 10 | Elisa Moncada       | P     | 14 novembre 1987 | Italia               |
| 12 | Eleonora Furlan     | C     | 10 marzo 1995    | Italia               |
| 13 | Giulia Melli        | S     | 8 gennaio 1998   | Italia               |
| 15 | Vittoria Vianello   | L     | 22 dicembre 2000 | Italia               |
| 16 | Diana Giometti      | S     | 15 agosto 1996   | Italia               |
| 17 | Virginia Berasi     | P     | 17 febbraio 1994 | Italia               |

## Risultati

### Serie A2

#### Regular season

##### Girone di andata
| 1ª giornata - 6 ottobre 2019 PalaSanbapolis, Trento                        | Trentino Rosa   | 3 - 0 | Roma Club           | 25-16, 25-19, 25-23               |
| 2ª giornata - 13 ottobre 2019 PalaCosta, Ravenna                           | Olimpia Teodora | 2 - 3 | Trentino Rosa       | 15-25, 25-23, 18-25, 25-23, 16-18 |
| 3ª giornata - 20 ottobre 2019 PalaSanbapolis, Trento                       | Trentino Rosa   | 3 - 0 | CUS Torino          | 25-21, 25-20, 25-22               |
| 4ª giornata - 27 ottobre 2019 Palazzetto Sant'Antonio, Pontecagnano Faiano | Due Principati  | 0 - 3 | Trentino Rosa       | 16-25, 20-25, 15-25               |
| 5ª giornata - 31 ottobre 2019 PalaSanbapolis, Trento                       | Trentino Rosa   | 3 - 0 | Montecchio Maggiore | 25-18, 28-26, 25-17               |
| 6ª giornata - 3 novembre 2019 PalaSanbapolis, Trento                       | Trentino Rosa   | 3 - 0 | Helvia Recina       | 25-16, 25-19, 25-18               |
| 7ª giornata - 10 novembre 2019 Palazzetto San Luigi, Busto Arsizio         | Futura Giovani  | 3 - 0 | Trentino Rosa       | 27-25, 25-20, 25-19               |
| 8ª giornata - 17 novembre 2019 PalaBellina, Marsala                        | Marsala         | 0 - 3 | Trentino Rosa       | 16-25, 21-25, 16-25               |
| 9ª giornata - 24 novembre 2019 PalaSanbapolis, Trento                      | Trentino Rosa   | 3 - 0 | Mondovì             | 25-17, 25-21, 25-18               |

##### Girone di ritorno
| 10ª giornata - 1º dicembre 2019 Honey Sport City, Roma      | Roma Club           | 1 - 3 | Trentino Rosa   | 28-26, 18-25, 23-25, 19-25        |
| 11ª giornata - 8 dicembre 2019 PalaSanbapolis, Trento       | Trentino Rosa       | 3 - 1 | Olimpia Teodora | 23-25, 27-25, 26-24, 25-19        |
| 12ª giornata - 14 dicembre 2019 PalaRuffini, Torino         | CUS Torino          | 0 - 3 | Trentino Rosa   | 18-25, 19-25, 13-25               |
| 13ª giornata - 22 dicembre 2019 PalaSanbapolis, Trento      | Trentino Rosa       | 3 - 0 | Due Principati  | 25-20, 25-17, 25-14               |
| 14ª giornata - 26 dicembre 2019 PalaFerroli, San Bonifacio  | Montecchio Maggiore | 1 - 3 | Trentino Rosa   | 23-25, 25-23, 24-26, 20-25        |
| 15ª giornata - 29 dicembre 2019 PalaFontescodella, Macerata | Helvia Recina       | 1 - 3 | Trentino Rosa   | 20-25, 25-22, 22-25, 23-25        |
| 16ª giornata - 5 gennaio 2020 PalaSanbapolis, Trento        | Trentino Rosa       | 3 - 2 | Futura Giovani  | 17-25, 25-13, 24-26, 25-22, 15-12 |
| 17ª giornata - 12 gennaio 2020 PalaSanbapolis, Trento       | Trentino Rosa       | 3 - 0 | Marsala         | 25-17, 25-11, 26-24               |
| 18ª giornata - 19 gennaio 2020 PalaManera, Mondovì          | Mondovì             | 0 - 3 | Trentino Rosa   | 15-25, 17-25, 20-25               |

#### Pool promozione

##### Girone di andata
| 1ª giornata - 9 febbraio 2020 Geopalace, Olbia                       | Hermaea          | 1 - 3 | Trentino Rosa        | 12-25, 13-25, 25-20, 18-25        |
| 2ª giornata - 16 febbraio 2020 PalaSanbapolis, Trento                | Trentino Rosa    | 3 - 2 | Pinerolo             | 25-19, 25-9, 11-25, 20-25, 15-13  |
| 3ª giornata - 23 febbraio 2020 PalaScoppa, Soverato                  | Soverato         | 2 - 3 | Trentino Rosa        | 16-25, 25-21, 14-25, 25-19, 13-15 |
| 4ª giornata - 18 marzo 2020 PalaSanbapolis, Trento                   | Trentino Rosa    | -     | Libertas Martignacco | annullata                         |
| 5ª giornata - 8 marzo 2020 Palazzetto dello sport, S. Giovanni in M. | Adolfo Consolini | -     | Trentino Rosa        | annullata                         |

##### Girone di ritorno
| 6ª giornata - 15 marzo 2020 PalaSanbapolis, Trento              | Trentino Rosa        | - | Hermaea          | annullata |
| 7ª giornata - 22 marzo 2020 Palazzetto dello sport, Pinerolo    | Pinerolo             | - | Trentino Rosa    | annullata |
| 8ª giornata - 29 marzo 2020 PalaSanbapolis, Trento              | Trentino Rosa        | - | Soverato         | annullata |
| 9ª giornata - 5 aprile 2020 Palazzetto dello sport, Martignacco | Libertas Martignacco | - | Trentino Rosa    | annullata |
| 10ª giornata - 11 aprile 2020 PalaSanbapolis, Trento            | Trentino Rosa        | - | Adolfo Consolini | annullata |

### Coppa Italia di Serie A2

#### Fase a eliminazione diretta
| Quarti di finale - 22 gennaio 2020 PalaSanbapolis, Trento | Trentino Rosa    | 3 - 0 | Libertas Martignacco | 25-22, 25-18, 25-18        |
| Semifinali - 26 gennaio 2020 PalaSanbapolis, Trento       | Trentino Rosa    | 3 - 1 | Olimpia Teodora      | 25-23, 20-25, 25-16, 25-19 |
| Finale - 2 febbraio 2020 PalaPiantanida, Busto Arsizio    | Adolfo Consolini | 1 - 3 | Trentino Rosa        | 20-25, 19-25, 31-29, 21-25 |

## Statistiche

### Statistiche di squadra
| Competizione             | Punti | In casa | In casa | In casa | In trasferta | In trasferta | In trasferta | Totale | Totale | Totale |
| Competizione             | Punti | G       | V       | P       | G            | V            | P            | G      | V      | P      |
| ------------------------ | ----- | ------- | ------- | ------- | ------------ | ------------ | ------------ | ------ | ------ | ------ |
| Serie A2                 | 56    | 10      | 10      | 0       | 11           | 10           | 1            | 21     | 20     | 1      |
| Coppa Italia di Serie A2 | -     | 2       | 2       | 0       | 0            | 0            | 0            | 3      | 3      | 0      |
| Totale                   | -     | 12      | 12      | 0       | 11           | 10           | 1            | 24     | 23     | 1      |

G = partite giocate; V = partite vinte; P = partite perse